# Metator
Metator is een geslacht van rechtvleugeligen uit de familie veldsprinkhanen (Acrididae). De wetenschappelijke naam van dit geslacht is voor het eerst geldig gepubliceerd in 1901 door McNeill.

## Soorten
Het geslacht Metator omvat de volgende soorten:
- Metator nevadensis Bruner, 1905
- Metator pardalinus Saussure, 1884